# ویرجین آمریکا

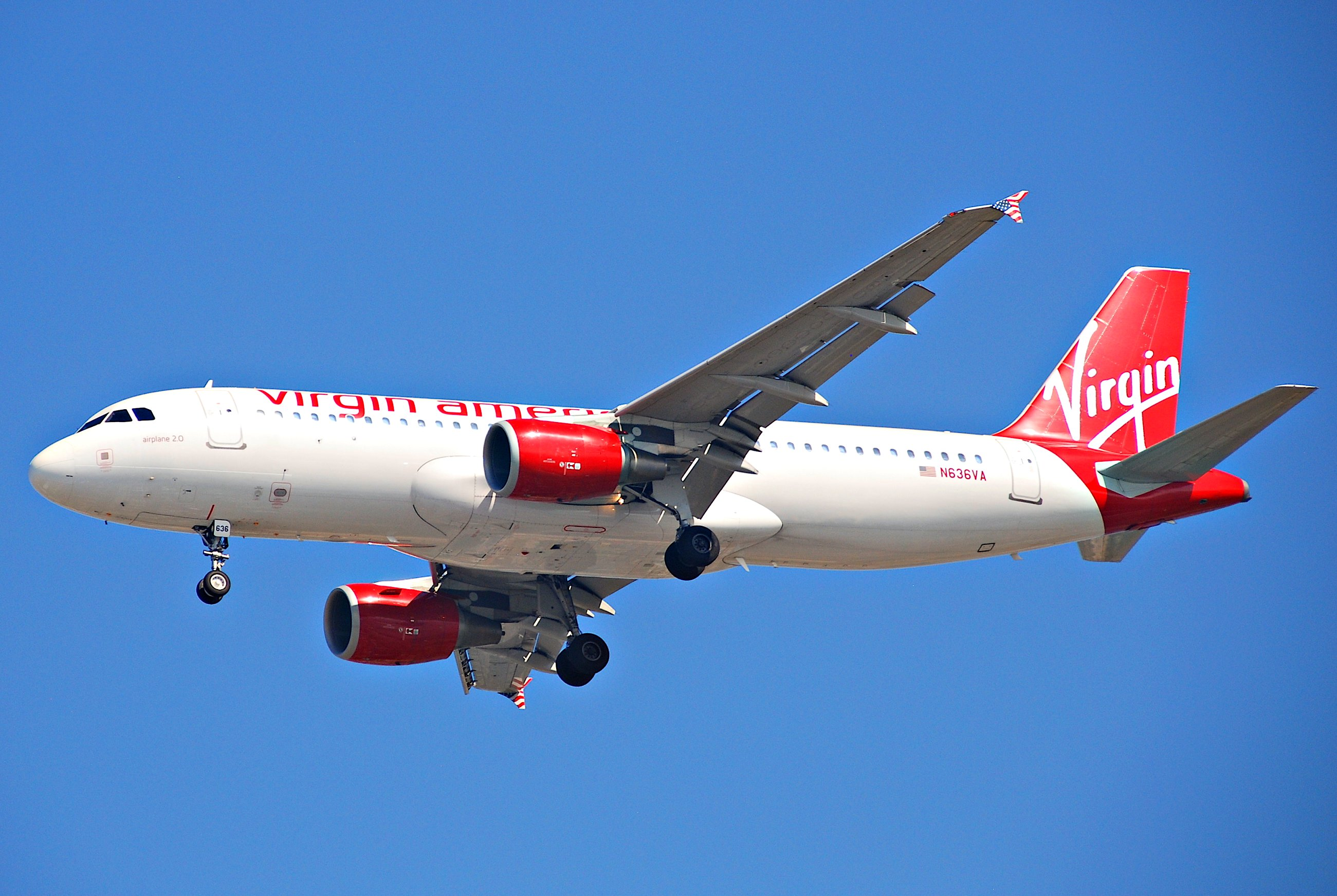
هواپیمای ایرباس ای۳۲۰ متعلق به ویرجین امریکا

ویرجین امریکا (به انگلیسی: Virgin America) شرکت هواپیمایی ارزان‌قیمت آمریکایی بود. دفتر مرکزی این شرکت در شهر برلینگیم، کالیفرنیا قرار داشت. تمرکز این شرکت در برقراری پروازهای ارزان قیمت و باکیفیت بین شهرهای ساحل غربی آمریکا و دیگر مناطق کلان شهری مهم بود. این شرکت پرواز های داخلی و بین المللی از قطب‌های خود در سان فرانسیسکو و لس آنجلس و یک پایگاه عملیاتی کوچک تر در فرودگاه لاوفیلد در دالاس تگزاس برقرار می کرد.
ویرجین آمریکا در سال ۲۰۰۴  تاسیس و در سال ۲۰۰۷ شروع به فعالیت کرد. این شرکت هواپیمایی مستقل توسط شرکت انگلیسی توسط گروه ویرجین٬ که همچنین صاحب برندهای ویرجین آتلانتیک و ویرجین استرالیا نیز هست تاسیس شد. در آوریل ۲۰۱۶ گروه آلاسکا ایر این شرکت هواپیمایی را با قیمت حدودا ۴ میلیارد دلار خرید. این شرکت هواپیمایی تا ۲۴ آوریل ۲۰۱۸، هنگامی که ویرجین آمریکا کاملا در آلاسکا ایرلاینز ادغام شود با نام اصلی خود اداره می شد.